# Les Éternels (film, 2018)
Pour les articles homonymes, voir Les Éternels.
Pour plus de détails, voir Fiche technique et Distribution.
Les Éternels (江湖儿女, Jiānghú érnǚ) est un film franco-japano-chinois réalisé par Jia Zhangke, sorti en 2018. Le film est en sélection officielle au Festival de Cannes 2018.
Le film se déroule à Datong, où une histoire d'amour difficile relie l'ancienne danseuse Qiao et le gangster Bin, de 2001 à 2017.

## Synopsis
Dans la ville de Datong, Bin, accompagné de sa maîtresse Qiao, règne sur un réseau local de pègre. C'est le tout début du XXIe siècle et les jeunes gens dansent en boîte de nuit sur la musique de Village People, tandis que l'économie locale est menacée par le déclin de l'exploitation du charbon. Le parrain local, qui fait toute confiance à Bin, est mystérieusement tué par des inconnus et Bin lui-même est battu par deux jeunes gens qui prétendent ensuite s'être trompés de personne. Enfin la voiture de Bin et Qiao est attaquée par une bande qui met à mort le chauffeur et commence à rouer de coup Bin lui-même ; Qiao brandit alors un pistolet que Bin vient juste de lui apprendre à utiliser et fait fuir les voyous. Toutefois ils sont tous deux arrêtés pour port d'arme illégal ; Bin est condamné à un an de prison et Qiao à cinq ans.
Qiao sort de prison en 2006 sans que Bin se soit manifesté à elle. Elle part à travers la Chine et le retrouve. Mais la rencontre est brève et il ne semble plus s'intéresser à elle car il a quitté la pègre et vit avec une autre femme. Suivant un moment un mythomane qui prétend aller créer une attraction touristique sur le thème des OVNI dans le Xinjiang, elle finit par rentrer dans le Shanxi.
En 2017, Qiao est revenue à Datong où elle apprend que son père est mort et elle fréquente à nouveau les membres du gang qui l'appellent « maîtresse ». Bin revient, cloué à une chaise roulante. Qiao s'occupe de lui mais il est humilié par certains des hommes auxquels il commandait autrefois. Qiao défend Bin contre le manque de respect et d'honneur et lui procure une longue rééducation médicale de son accident vasculaire cérébral pour qu'il puisse enfin remarcher. Un matin, Qiao reçoit les adieux de Bin sur son téléphone : il est parti sans rien lui dire.

## Fiche technique
- Titre original : 江湖儿女, Jiānghú érnǚ
- Titre français : Les Éternels
- Titre anglais : Ash Is Purest White
- Réalisation : Jia Zhangke
- Scénario : Jia Zhangke
- Photographie : Éric Gautier
- Montage : Matthieu Laclau et Lin Xudong
- Musique : Lim Giong
- Pays d'origine :  Chine,  France,  Japon
- Genre : film dramatique
- Dates de sortie :
  -  France : 11 mai 2018 (Festival de Cannes), 27 février 2019 (sortie nationale)
  -  Chine : 21 septembre 2018
  -  Japon : 6 septembre 2019

## Distribution
- Zhao Tao : Qiao
- Liao Fan : Bin
- Feng Xiaogang
- Xu Zheng
- Diao Yi'nan : Lin Jiadong
- Zhang Yibai

## Accueil

### Critiques
Le film reçoit de très bons retours, avec une note moyenne de 4.0 sur AlloCiné.
Télérama est conquis : « Une fresque noire, implacable », Le Figaro aussi : « Un beau polar romantique ou mélo mafieux qui met en scène la fin d'un amour ». Sur Slate.fr, Jean-Michel Frodon est enthousiaste.

### Box-office
- France : 117 730 entrées[5]

## Distinctions

### Sélections
- Festival de Cannes 2018 : sélection en compétition officielle
- Festival international du film de Toronto 2018 : sélection en section Masters
- Festival international du film de Saint-Sébastien 2018 : sélection en section Perles (Perlak)
- Arras Film Festival 2018 : sélection en section Cinémas du monde

### Nomination
- 55e cérémonie des Golden Horse Film Festival and Awards : Zhao Tao pour le prix de la meilleure actrice

## Analyse
Les personnages appartiennent à des clans formés après la culture d'ouverture de la fin des années 1970, héritant de la violence des années de la Révolution culturelle. Ils ont assimilé la culture de gangs plus anciens dans la tradition du jiang hu, respectant notamment la figure spirituelle du Seigneur Guan, devant laquelle l'un des gangsters n'ose pas mentir au début du film.